# Министерство социальных дел и жилищного строительства Дании
Министерство социальных дел и жилищного строительства (дат. Social- og Boligministeriet) — датское министерство, отвечающее за социальную и жилищную политику.
Под нынешним названием создано 29 августа 2024 года в ходе перестановок в правительстве под руководством премьер-министра Метте Фредериксен. Министром назначена Софи Хесторп Андерсен. Вопросы дел пожилых людей выделены в отдельное Министерство по делам пожилых людей Дании (Ældreministeriet).
Восходит к одному из старейших министерств — Министерству внутренних дел, созданному в 1848 году.
Министерство социальных дел и по делам пожилых людей Дании (Social- og Ældreministeriet) создано 21 января 2021 года, когда переименовано Министерство социальных и внутренних дел (Social- og Indenrigsministeriet). Ответственность за внутренние дела передана новому министерству внутренних дел и жилищного строительства, а ответственность за пожилых людей получена от прежнего министерства здравоохранения и по делам пожилых людей.